# منطقه تاریخی مرکز هدام
منطقه تاریخی مرکز هدام (به انگلیسی: Haddam Center Historic District) یک منطقهٔ مسکونی در ایالات متحده آمریکا است که در کنتیکت واقع شده‌است.